# Rue de Provence
Rue de Provence (tj. Provensálská ulice) je ulice v Paříži. Nachází se v 8. a 9. obvodu.

## Poloha
Ulice vede od křižovatky s Rue du Faubourg-Montmartre a končí u Rue de Rome. Ulice je orientována z východu na západ.

## Pojmenování ulice
Ulice byla pojmenována na počest Louise Stanislase Xaviera, hraběte z Provence, bratra Ludvíka XVI. a pozdějšího francouzského krále, který nastoupil na trůn v roce 1814 jako Ludvík XVIII.

## Historie
Zřízení Rue de Provence bylo povoleno královským patentem z 15. prosince 1770 pro bankéře a výběrčího daní Jeana Josepha de Laborde. Jako majitel pozemků v ulicích Rue d'Artois a Rue de Provence měl zajistit vydláždění obou ulic. Ulice zakryla potok Ménilmontant, který byl asi 2 m široký. Šířka ulice byla stanovena na 30 stop. V roce 1784 byla ulice prodloužena k Rue de l'Arcade pod názvem Ruelle de l'Égout (později Rue de l'Égout-Saint-Nicolas a Rue Saint-Nicolas-d'Antin). Proražením Boulevardu Haussmann zanikla tato část ulice západně od Rue de Rome. Zbývající část získala v roce 1868 název Rue de Provence.

## Významné stavby
- dům č. 22: původně palác z 18. století přestavěný v roce 1895 na Maison de l'Art nouveau.
- dům č. 32: dochovaný dům z konce 18. století.
- dům č. 34: portál domu je jediný pozůstatek po paláci Thellusson.
- dům č. 42: protestantská kaple Taitbout.
- domy č. 57, 59 a 61: vstup do cité d'Antin.
- dům č. 56: vstup do soukromé ulice Avenue de Provence.
- dům č. 76: hôtel Paris-Opéra, který obývali převážně rodiny imigrantů z Afriky vyhořel v noci ze 14. na 15. dubna 2005. Při požáru zahynulo 25 osob, z toho 11 dětí.
- dům č. 80: v letech 1871–1885 zde žil francouzský malíř Constantin Guys.
- dům č. 122: v letech 1924–1946 zde sídlil nevěstinec One-two-two.